# Ceraclea punctata
Ceraclea punctata là một loài Trichoptera trong họ Leptoceridae. Chúng phân bố ở miền Tân bắc.